# Abraham Kløcker
Abraham Kløcker (født 28. september 1673 i Aalborg, død 13. februar 1730) var en dansk handelsmand, far til Herman Lengerken Kløcker.

## Liv og gerning
Han var søn af Jens Pallesen (Christensen) og Helvig Kløcker. I 1707 tog han borgerskab i København som købmand og blev en af datidens mest fremtrædende handlende. I forening med Vilhelm Edinger og Hans Jørgen Solberg fremkaldte han 1726 en kongelig bevilling for København til eneret til indførsel af salt, vin, brændevin og tobak. 1719 blev han fritaget for borgerlige bestillinger, udnævntes 1720 til kommitteret i Politi- og Kommercekollegiet, hvilken stilling han samme år ombyttede med en lignende i Missionskollegiet, lige som han endnu samme år blev kurator ved Vajsenhuset.
Han var tillige direktør for Vestindisk-guineisk Kompagni. Han stod i nært forhold til Frederik Rostgaard, hvorfor han var en af dem, der 1725 opkaldtes i den hemmelige kommission for at aflægge ed, hvilket han tog sig meget nær.

## Ægteskaber
Han var gift 1. gang med Elisabeth f. v. Lengerken og 2. gang med rådmand Elovius Mangors enke, Johanne f. Herfort.